# Afs, Idlib
Afs, Idlib (tiếng Ả Rập: افس) là một ngôi làng Syria nằm ở Saraqib Nahiyah ở huyên Idlib, Idlib. Theo Cục Thống kê Trung ương Syria (CBS), Afs, Idlib có dân số 6338 trong cuộc điều tra dân số năm 2004.